# Classe Armide
Les bâtiments de la classe Armide étaient des frégates de 18 construites sur les plans du baron Pierre Jacques Nicolas Rolland. 

## Description
Équipées de 48 pièces d'artillerie, dont l'essentiel était composé de canons de 18 livres, les frégates de classe Armide furent bâties à 15 exemplaires de 1804 à 1823 constituant dès lors le type de frégates le plus répandu sous l'Empire.

## Carrière
Ce sont les auxiliaires des vaisseaux dans les escadres, mais elles effectuent également des missions solitaires et peuvent être armées en course. 

### L'Armide
La frégate française Armide (en) fut armée le 1er juin 1804 à Rochefort. Première de la classe, elle participa dès le 24 décembre 1805 à la campagne de l'escadre invisible sous le commandement du capitaine de vaisseau Allemand. Le 18 juillet 1805 elle brûle le cotre prussien Sylphe pourtant neutre, de manière à garder secrets les mouvements de l'escadre. 
Le 19 juillet, elle capture puis détruit le HMS Ranger en Atlantique nord, puis le 26 septembre capture aux côtés de la Magnanime le HMS Calcutta aux Sorlingues. Intégrée dans la division Soleil, elle tente de forcer le blocus anglais mais est finalement capturée par le HMS Centaur le 25 septembre 1806 au large de l'Île-d'Aix. Elle servira dans la Royal Navy jusqu'en 1815, date à laquelle elle fut détruite lors de la bataille de La Nouvelle-Orléans.

### La Minerve
Mise en chantier à Rochefort le 11 mai 1804, mise à flot le 9 septembre 1805, elle est armée le 25 novembre 1805. Le 25 septembre 1806, elle est prise avec la division Soleil (Armide, Gloire, Infatigable) par le HMS Monarch et la division anglaise de blocus à l'île d'Aix lors d'une tentative de sortie. 
Incorporée dans la Royal Navy sous le nom de HMS Alcest, elle combat les canonniers espagnols devant Cadix en avril 1808, participe aux opérations à l'île de San Nicola avec le HMS Belle Poule (4-5 mai 1811) et capture avec le HMS Active la frégate français Pomone et la flute Persane devant le fort George de Lissa. En février 1816, elle part pour la Chine. Naufragée le 18 février 1817 à Pulo Leat dans le détroit de Gaspar, son épave est brûlée par les Malais.

### La Flore
Mise en chantier en juillet 1804 à Rochefort et lancée le 11 novembre 1806. Armée dès l'année suivante, elle fit carrière presque exclusivement en Méditerranée. Avariée le 12 mars 1811 lors de la tentative de reprise de l'île de Lissa (alors base de corsaires anglais), elle se réfugie à Raguse, puis doit relever à Chioggia. Le 30 novembre 1811, elle fait naufrage dans un coup de vent à Chioggia (75 morts). Le commandant Lissilour et son second seront acquittés par jugement du conseil de guerre maritime.
Une maquette de la Flore est visible au musée de la Marine à Paris

### L'Amphitrite
Sa construction fut ordonnée le 6 janvier 1806. Le 10 novembre 1808 elle quitte Cherbourg pour la Martinique. Elle est finalement brûlée à Fort-de-France le 3 février 1809 par son commandant, Trobriant, afin de ne pas être capturée par les Anglais.

### L'Alcmène
Mise en chantier à Cherbourg le 4 juillet 1810, elle est lancée le 3 octobre 1811, puis prise par le HMS Venerable au large des Canaries le 14 janvier 1814.

### L'Antigone
Mise en chantier à Bordeaux en 1811, elle est mise à flot le 16 mars 1816. Du 24 avril 1821 au 31 octobre 1822 elle parcourt l'Atlantique de Toulon à Brest, via le Brésil, les Antilles et Cadix sous le commandement du capitaine de vaisseau Ducrest de Villeneuve. En 1823, elle participe à la guerre d'Espagne et au siège de Cadix (bombardement de l'île Verte et du fort Santi-Pietri). Du 27 septembre 1825 au 9 avril 1826 elle part en mission à Saint-Domingue sous les ordres du capitaine de vaisseau de Melient.

### Autres navires
Parmi les frégates de la classe on compte également la Pénélope (1806), le Niémen (1808), le Saale (1810), la Circé (1811), la Cléopâtre (1817) et la Magicienne (1823). 
L'Andromède, l'Émeraude et la Cornélie ne furent, quant à elles, jamais terminées.